# Escut de Sitges
L'escut oficial de Sitges té el següent blasonament:
Escut caironat: de gules, un castell obert d'or sobremuntat d'una creu grega patent d'argent. Per timbre, una corona mural de vila.

## Història
Va ser aprovat el 2 de desembre del 2004 i publicat al DOGC el 27 del mateix mes.
El castell d'or sobremuntat d'una creu d'argent sobre camper de gules són les armes tradicionals de Sitges, amb la representació de l'antic castell de la vila, que s'aixecava on avui dia hi ha l'Ajuntament. Segons la tradició, la creu rememora la presència dels frares de la Pia Almoina.